# LAN eXtensions for Instrumentation
LAN eXtensions for Instrumentation (amb acrònim anglès LXI) és un estàndard desenvolupat pel LXI Consortium, un consorci que manté l'especificació LXI i promou l'estàndard LXI. L'estàndard LXI defineix els protocols de comunicació per als sistemes d'adquisició de dades i instrumentació mitjançant Ethernet. Ethernet és un estàndard de comunicació omnipresent que proporciona una interfície versàtil, l'estàndard LXI descriu com utilitzar els estàndards Ethernet per a aplicacions d'assaig i mesura de manera que promogui la interoperabilitat senzilla entre els instruments. El Consorci LXI garanteix que la instrumentació compatible amb LXI desenvolupada per diversos proveïdors funcioni conjuntament sense problemes de comunicació ni de configuració. El Consorci LXI assegura que l'estàndard LXI complementa altres sistemes de control de proves i mesures, com els sistemes GPIB i PXI.
L'estàndard LXI té tres elements principals:
1. Una interfície LAN estandarditzada que proporciona un marc per a la interfície basada en web i el control programàtic. La interfície LAN pot incloure connectivitat sense fils, així com interfícies connectades físicament. La interfície admet el funcionament peer-to-peer, així com el funcionament mestre/esclau. Opcionalment, els dispositius poden suportar IPv6.
2. Una instal·lació d'activació opcional basada en el protocol de temporització de precisió IEEE 1588 que permet als mòduls tenir una idea del temps, que permet als mòduls marcar accions de temps i iniciar esdeveniments activats a través de la interfície LAN.
3. Un sistema d'activació amb cable físic opcional basat en una interfície elèctrica de senyalització diferencial de baixa tensió multipunt (M-LVDS) que sincronitza estretament el funcionament de diversos instruments LXI.